# Lotta greco-romana ai Giochi della VIII Olimpiade - Pesi leggeri
La competizione della categoria pesi leggeri (fino a 67,5 kg) di lotta greco-romana dei Giochi della VIII Olimpiade si è svolta dal 6 al 10 luglio 1924 al Vélodrome d'hiver a Parigi.

## Formato
Torneo con eliminazione alla seconda sconfitta. 

## Risultati
| Legenda                               | Legenda |
| ------------------------------------- | ------- |
| Lottatore senza sconfitte             |         |
| Lottatore con una sconfitta           |         |
| Lottatore con due sconfitte Eliminato |         |

### Primo turno
Si è disputato nei giorni 6 e 7 luglio.
| Atleta               |       | Atleta            | Ris.      |
| -------------------- | ----- | ----------------- | --------- |
| Alfred Praks         | batte | Holger Askehave   | Ai punti  |
| Leon Rękawek         | batte | Vasilios Pavlidis | Schienato |
| Rūdolfs Ronis        | batte | Louis Christoffel | Ai punti  |
| Kalle Westerlund     | batte | Fuat Akbaş        | Schienato |
| Lajos Keresztes      | batte | Ahmed Rahmy       | Schienato |
| František Kratochvíl | batte | Roberto De Marchi | Ai punti  |
| Carl Coerse          | batte | Francisco Solé    | Schienato |
| Charles Frisenfeldt  | batte | Erling Michelsen  | Schienato |
| Otto Borgström       | batte | Walter Ranghieri  | Schienato |
| Albert Kusnets       | batte | Georges Metayer   | Schienato |
| Mihály Matura        | batte | Ludwig Sesta      | Ai punti  |
| Paul Parisel         | batte | Englebert Mollin  | Schienato |
| Josef Beránek        | batte | Sidney Bergmann   | Ai punti  |
| Oskari Friman        | batte | Arne Gaupset      | Schienato |

### Secondo turno
Si è disputato il giorno 7 luglio.
| Atleta               |       | Atleta            | Ris.        |
| -------------------- | ----- | ----------------- | ----------- |
| Holger Askehave      | batte | Vasilios Pavlidis | Schienato   |
| Alfred Praks         | batte | Leon Rękawek      | Schienato   |
| Rūdolfs Ronis        | batte | Fuat Akbaş        | Schienato   |
| Kalle Westerlund     | batte | Louis Christoffel | Schienato   |
| Lajos Keresztes      | batte | Roberto De Marchi | Per forfait |
| František Kratochvíl | batte | Ahmed Rahmy       | Ai punti    |
| Charles Frisenfeldt  | batte | Carl Coerse       | Ai punti    |
| Francisco Solé       | batte | Erling Michelsen  | Schienato   |
| Walter Ranghieri     | batte | Georges Metayer   | Ai punti    |
| Albert Kusnets       | batte | Otto Borgström    | Schienato   |
| Mihály Matura        | batte | Paul Parisel      | Schienato   |
| Ludwig Sesta         | batte | Englebert Mollin  | Schienato   |
| Arne Gaupset         | batte | Sidney Bergmann   | Per forfait |
| Oskari Friman        | batte | Josef Beránek     | Ai punti    |

### Terzo turno
Si è disputato il giorno 8 luglio.
| Atleta               |       | Atleta           | Ris.        |
| -------------------- | ----- | ---------------- | ----------- |
| Holger Askehave      | batte | Leon Rękawek     | Schienato   |
| Rūdolfs Ronis        | batte | Alfred Praks     | Ai punti    |
| Lajos Keresztes      | batte | Kalle Westerlund | Schienato   |
| František Kratochvíl | batte | Carl Coerse      | Per forfait |
| Charles Frisenfeldt  | batte | Francisco Solé   | Schienato   |
| Albert Kusnets       | batte | Walter Ranghieri | Per forfait |
| Mihály Matura        | batte | Otto Borgström   | Ai punti    |
| Ludwig Sesta         | batte | Paul Parisel     | Ai punti    |
| Arne Gaupset         | batte | Josef Beránek    | Ai punti    |
| Oskari Friman        |       | Riposo           |             |

### Quarto turno
Si è disputato nei giorni 8 e 9 luglio.
| Atleta               |       | Atleta              | Ris.      |
| -------------------- | ----- | ------------------- | --------- |
| Oskari Friman        | batte | Holger Askehave     | Schienato |
| Kalle Westerlund     | batte | Alfred Praks        | Ai punti  |
| Lajos Keresztes      | batte | Rūdolfs Ronis       | Ai punti  |
| František Kratochvíl | batte | Charles Frisenfeldt | Ai punti  |
| Albert Kusnets       | batte | Mihály Matura       | Ai punti  |
| Arne Gaupset         | batte | Ludwig Sesta        | Ai punti  |

### Quinto turno
Si è disputato nei giorni 9 e 10 luglio.
| Atleta           |       | Atleta               | Ris.     |
| ---------------- | ----- | -------------------- | -------- |
| Oskari Friman    | batte | Mihály Matura        | Ai punti |
| Kalle Westerlund | batte | František Kratochvíl | forfait  |
| Lajos Keresztes  | batte | Charles Frisenfeldt  | forfait  |
| Albert Kusnets   | batte | Arne Gaupset         | Ai punti |
| Rūdolfs Ronis    |       |                      | DNF      |

### Sesto turno
Si è disputato il giorno 10 luglio.
| Atleta               |       | Atleta          | Ris.     |
| -------------------- | ----- | --------------- | -------- |
| Oskari Friman        | batte | Lajos Keresztes | Ai punti |
| Kalle Westerlund     | batte | Albert Kusnets  | Ai punti |
| František Kratochvíl |       |                 | DNF      |

## Classifica finale
| Pos.    | Atleta               | Nazione        | Vittorie | Sconfitte |
| ------- | -------------------- | -------------- | -------- | --------- |
| Oro     | Oskari Friman        | Finlandia      | 5        | 0         |
| Argento | Lajos Keresztes      | Ungheria       | 5        | 1         |
| Bronzo  | Kalle Westerlund     | Finlandia      | 5        | 1         |
| 4       | Albert Kusnets       | Estonia        | 5        | 1         |
| 5       | František Kratochvíl | Cecoslovacchia | 4        | 1         |
| 6       | Charles Frisenfeldt  | Danimarca      | 3        | 2         |
| 6       | Mihály Matura        | Ungheria       | 3        | 2         |
| 6       | Arne Gaupset         | Norvegia       | 3        | 2         |
| 9       | Rūdolfs Ronis        | Lettonia       | 3        | 1         |
| 10      | Holger Askehave      | Danimarca      | 2        | 2         |
| 10      | Alfred Praks         | Estonia        | 2        | 2         |
| 10      | Ludwig Sesta         | Austria        | 2        | 2         |
| 13      | Leon Rękawek         | Polonia        | 1        | 2         |
| 13      | Carl Coerse          | Paesi Bassi    | 1        | 2         |
| 13      | Francisco Solé       | Spagna         | 1        | 2         |
| 13      | Otto Borgström       | Svezia         | 1        | 2         |
| 13      | Walter Ranghieri     | Italia         | 1        | 2         |
| 13      | Paul Parisel         | Francia        | 1        | 2         |
| 13      | Josef Beránek        | Cecoslovacchia | 1        | 2         |
| 20      | Vasilios Pavlidis    | Grecia         | 0        | 2         |
| 20      | Louis Christoffel    | Belgio         | 0        | 2         |
| 20      | Fuat Akbaş           | Turchia        | 0        | 2         |
| 20      | Ahmed Rahmy          | Egitto         | 0        | 2         |
| 20      | Roberto De Marchi    | Italia         | 0        | 2         |
| 20      | Erling Michelsen     | Norvegia       | 0        | 2         |
| 20      | Georges Metayer      | Francia        | 0        | 2         |
| 20      | Englebert Mollin     | Belgio         | 0        | 2         |
| 20      | Sidney Bergmann      | Austria        | 0        | 2         |